# Каракал (город)
Каракал (рум. Caracal) — город в Румынии. Расположен в исторической области Олтения, входит в состав жудеца Олт, является железнодорожным узлом. Население — 34 600 жителей (2002 год). Город основан на одноимённой реке. Промышленность — пищевая, в основном плодоконсервная.
Основание города может быть отнесено к 217 году. Легенда гласит, что город Каракал был назван в честь римского императора Каракалла. Название также может иметь происхождение от половецкого слова «кара-кал» — «чёрная крепость».

## Известные уроженцы и жители
- Арджешану, Георге (1883—1940) — румынский политический и военный деятель, премьер-министр Румынии.
- Рымару, Йон (1946—1971) — румынский серийный убийца.
- Уцэ, Ион (1891—1949) — румынский офицер и антикоммунистический партизан.